# Order Kim Ir Sena
Order Kim Ir Sena (kor. 김일성 훈장) – najwyższe odznaczenie Koreańskiej Republiki Ludowo-Demokratycznej (wraz z Orderem Kim Dzong Ila).
Order został ustanowiony w marcu 1972 z okazji 60. urodzin Kim Ir Sena. Zazwyczaj jest nadawany 15 kwietnia każdego roku za wybitne zasługi dla Republiki, narodu koreańskiego i komunizmu. Może być przyznany zarówno osobom fizycznym, jak i zakładom pracy czy placówkom naukowym.
Istnieje również Odznaczenie Kim Ir Sena, nazywane także kimirsenowską premią.

## Odznaczeni

### Odznaczeni obywatele i instytucje Korei Północnej
- Kim Dzong Il (czterokrotnie, 3 kwietnia 1979, 7 kwietnia 1982, 7 kwietnia 1992, 2012)[5][6][7][8]
- Ch’oe Yŏng Rim (kwiecień 1982)[9]
- Han Tŏk Su (trzykrotnie)[10]
- Jo Myŏng Rok (kwiecień 1982)[11]
- Jŏn Pyŏng Ho (kwiecień 1982)[12]
- Kang Sŏk Ju (kwiecień 1992)[13]
- Kim Man Sik (2010)[14]
- Kim Sŏng Ae (kwiecień 1982)[15]
- Kim Yong Sun[16]
- O Kŭk Ryŏl (dwukrotnie, kwiecień 1982 i kwiecień 1992)[17]
- Pak Nam Gi (1985)[18]
- Uniwersytet im. Kim Ir Sena w Pjongjangu[19]